# Allokepon
Allokepon is een geslacht van isopoda-parasieten in de familie Bopyridae, en bevat de volgende soorten die voorkomen aan de kusten van Azië en Afrika:
- Allokepon hendersoni Giard & Bonnier, 1888
- Allokepon longicauda Duan, An & H. Yu, 2008
- Allokepon monodi Bourdon, 1967
- Allokepon sinensis Danforth, 1972
- Allokepon tiariniae Shiino, 1937